# Relações entre Canadá e Tailândia
As relações entre Canadá e Tailândia são as relações diplomáticas internacionais com Canadá e Tailândia. O Canadá estabeleceu relações diplomáticas com o Reino da Tailândia em 1961. O Canadá tem uma embaixada em Bangkok e a Tailândia possui uma embaixada em Ottawa, bem como consulados gerais em Toronto, Edmonton, Vancouver e Montreal. Os laços entre os dois países têm sido frequentemente amigáveis. Ambos os países são membros da Cooperação Econômica Ásia-Pacífico, e o Canadá participa do Fórum Regional da ASEAN.

## Histórico e visitas diplomáticas
Os laços diplomáticos entre os dois países foram estabelecidos em 1961. Em 1967, o rei e a rainha da Tailândia visitaram o Canadá. O primeiro-ministro Prem Tinsulanonda visitou o Canadá em 1984, e Chuan Leekpai também visitou em 1994. Os primeiros-ministros canadenses Jean Chrétien e Pierre Trudeau visitaram a Tailândia em 1983 e 1997. O primeiro-ministro Stephen Harper também visitou a Tailândia em 2012.[ligação inativa] Durante a visita , foi discutida a possibilidade de acordo de livre comércio entre os dois países.
O secretário parlamentar canadense Deepak Obhrai visitou a Tailândia em 2009. Em 2013, o Canadá expressou preocupação com os distúrbios na Tailândia.

## Imigração
A imigração tailandesa para o Canadá começou em 1950. Em 2016, cerca de 19.005 canadenses relataram ter raízes tailandesas. A maioria dos canadenses tailandeses vive em Toronto, Vancouver e Montreal.